# Taosa viridis
Taosa viridis är en insektsart som beskrevs av Frederick Arthur Godfrey Muir 1931. Taosa viridis ingår i släktet Taosa och familjen Dictyopharidae. Inga underarter finns listade i Catalogue of Life.